# Сайрус: Розум серійного вбивці
Сайрус: Розум серійного вбивці (англ. Cyrus: Mind of a Serial Killer) — американський трилер 2010 року режисера Марка Вадік. У головних ролях знялися Браян Краузе, Ленс Генріксен та Даніель Гарріс.

## Синопсис
Незалежна телерепортерка та її оператор беруть інтерв'ю у чоловіка стосовно серійного вбивці, якого чоловік знав на ім'я «Сайрус» під прізвиськом «Канібал графства». Чоловік розповідає історію про серійного вбивцю і чому він став монстром.

## У ролях
| Актор            | Роль           |
| ---------------- | -------------- |
| Браян Краузе     | Сайрус         |
| Даніель Гарріс   | Марія          |
| Ленс Генріксен   | Еммет          |
| Патрисія Бельчер | Мейбель        |
| Рей Даун Чонг    | Вівіан         |
| Даг Джонс        | доктор Альберт |
| Пол Прайс        | Катц           |
| Кім Родс         | доктор Даллас  |
| Тіффані Шепіс    | мати Сайруса   |
| Шона Волдрон     | Хлоя           |
| Тоні Ялда        | Том            |